# Pin-up

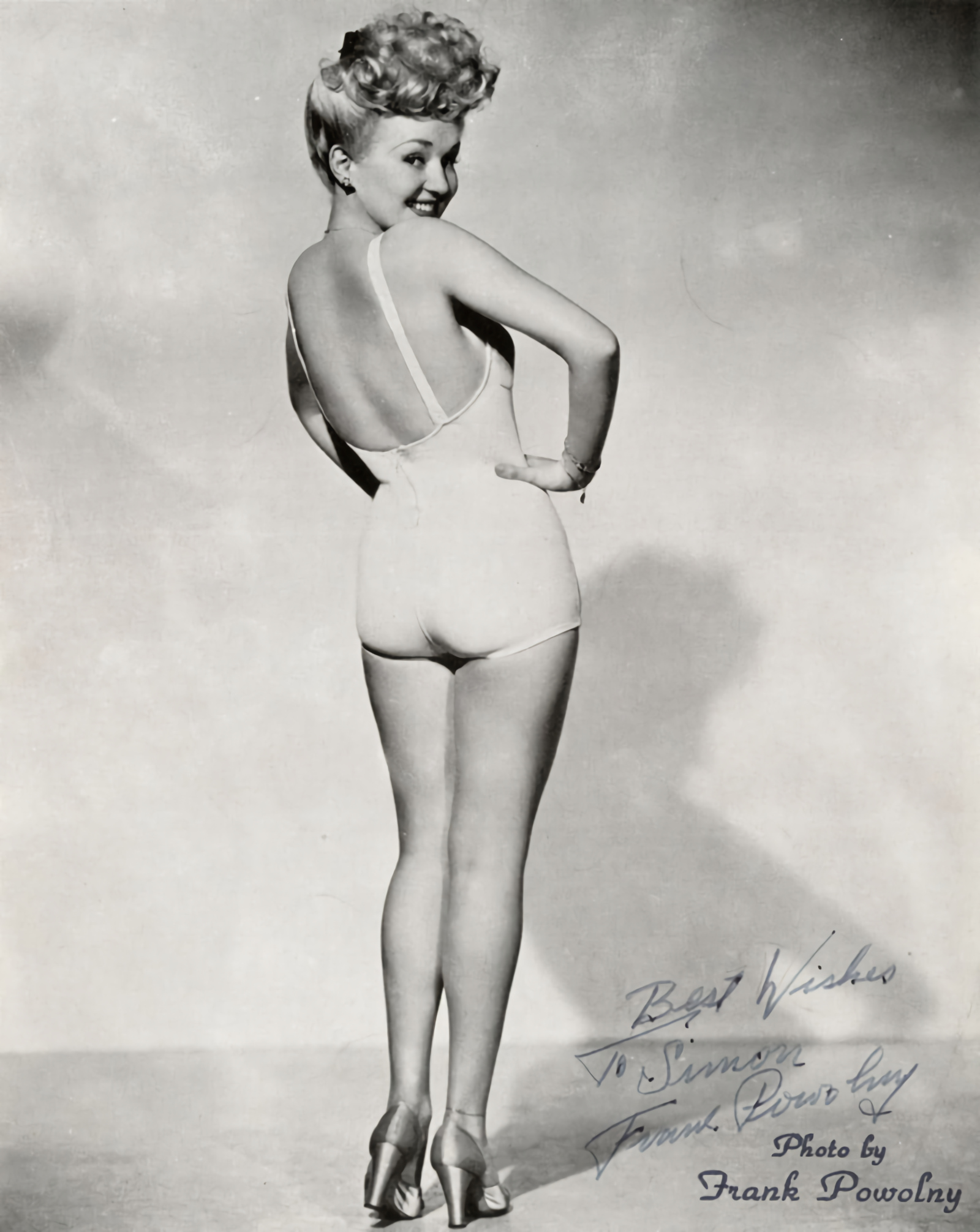
Betty Grable en un pin-up en 1943

Una pin-up (término inglés traducible como ‘para colgar’) es una fotografía u otro tipo de ilustración de una persona (hombre o mujer) en actitud sugerente o simplemente sonriendo, saludando o mirando a la cámara fotográfica que suele figurar en las portadas de revistas, comic-books o calendarios, etc. A las modelos que posan para estas obras se las denomina pin-up. Actualmente las pin-up se encuentran entre los modelos prêt-à-porter, actrices de cine, o cantantes, siendo poco frecuente que una pin-up se dedique exclusivamente a eso.
El término inglés cheesecake (en español: pastel de queso) es un sinónimo de pin-up. El uso más antiguo del término cheesecake  data del año 1934, pero su popularización se dio unos 20 años después, con la frase —refiriéndose a una mujer guapa— «better than a cheesecake» (mejor que un pastel de queso). Su equivalente masculino son los beefcake (pastel de carne).

## Historia

### Años 1920 y 1930

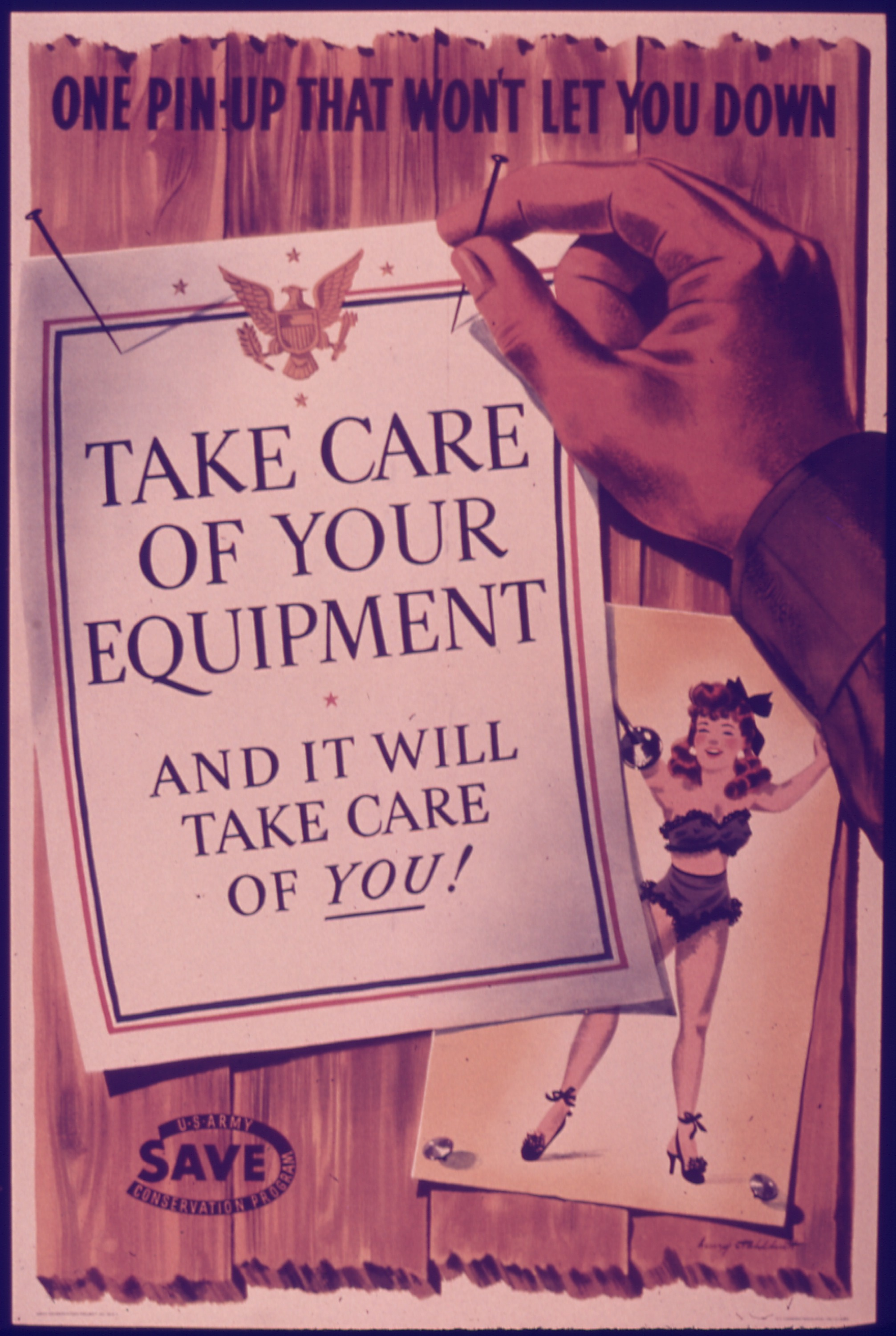
«Cuida de tu equipamiento y él cuidará de ti»

Se tiene conocimiento de la existencia del movimiento pin-up desde 1920, momento en el cual un determinado número de mujeres rompieron todos los esquemas sociales existentes. En ese entonces en los libros la palabra sexo era escrita a medias, los pocos que tenían esta palabra, eran guardados bajo llave y era prohibida su distribución. Muchos de estos libros sobrevivieron, y solo hacia los años cuarenta pudieron ser publicados y distribuidos, ejemplo de esto es el libro El amante de Lady Chatterley de D. H. Lawrence el cual se opuso a la represión sexual imperante. Durante los años de la Segunda Guerra Mundial una generación lozana de jóvenes soldados extendieron el arte pin-up en Europa, donde la población era más liberada al momento de hablar de esos temas, además las tarjetas postales francesas eran lo último en sensualidad.
Los años 20 llegaron a ser una revolución frente a todo lo que la vieja generación representaba, y tanto mujeres como hombres jóvenes buscaron su emancipación, atreviéndose a posar con poca ropa, raramente desnudas, en esa época, era demasiado chocante ver esta clase de expresiones artísticas en EE. UU., por considerarse actos de dudosa moral, debido a la concepción conservadora que ha habido a través de la historia, pero se dio una cierta tolerancia ya que los directos beneficiarios eran los soldados estadounidenses e indirectamente los ciudadanos recibían las consecuencias de un país tranquilo en términos de guerra física. El Ejército llegó a regalar pósteres pin-up a los soldados para adornar sus taquillas, pues consideraba que elevaba su moral.[cita requerida]
En los años 20, el movimiento pin-up se comienza a incorporar a pósteres en algunas publicaciones, debido a esto se les llamó pin up (pin de ‘pinchar’ y up de ‘arriba’) es decir, que eran «imágenes colgadas» aunque no tuvo esta denominación hasta los comienzos de los años 40.
Otra de las influencias importantes también pudo haber sido la publicación desde principios de los años 30 de artistas como George Petty utilizando a las chicas para ilustrar calendarios, por lo que las personas comenzaron a relacionar a las pin-up girls con las chicas de calendario. La revista Esquire fue una de las primeras revistas en dar un mayor espacio a las ilustraciones de distintos artistas alusivas a las chicas.

### Años 1940 y posguerra

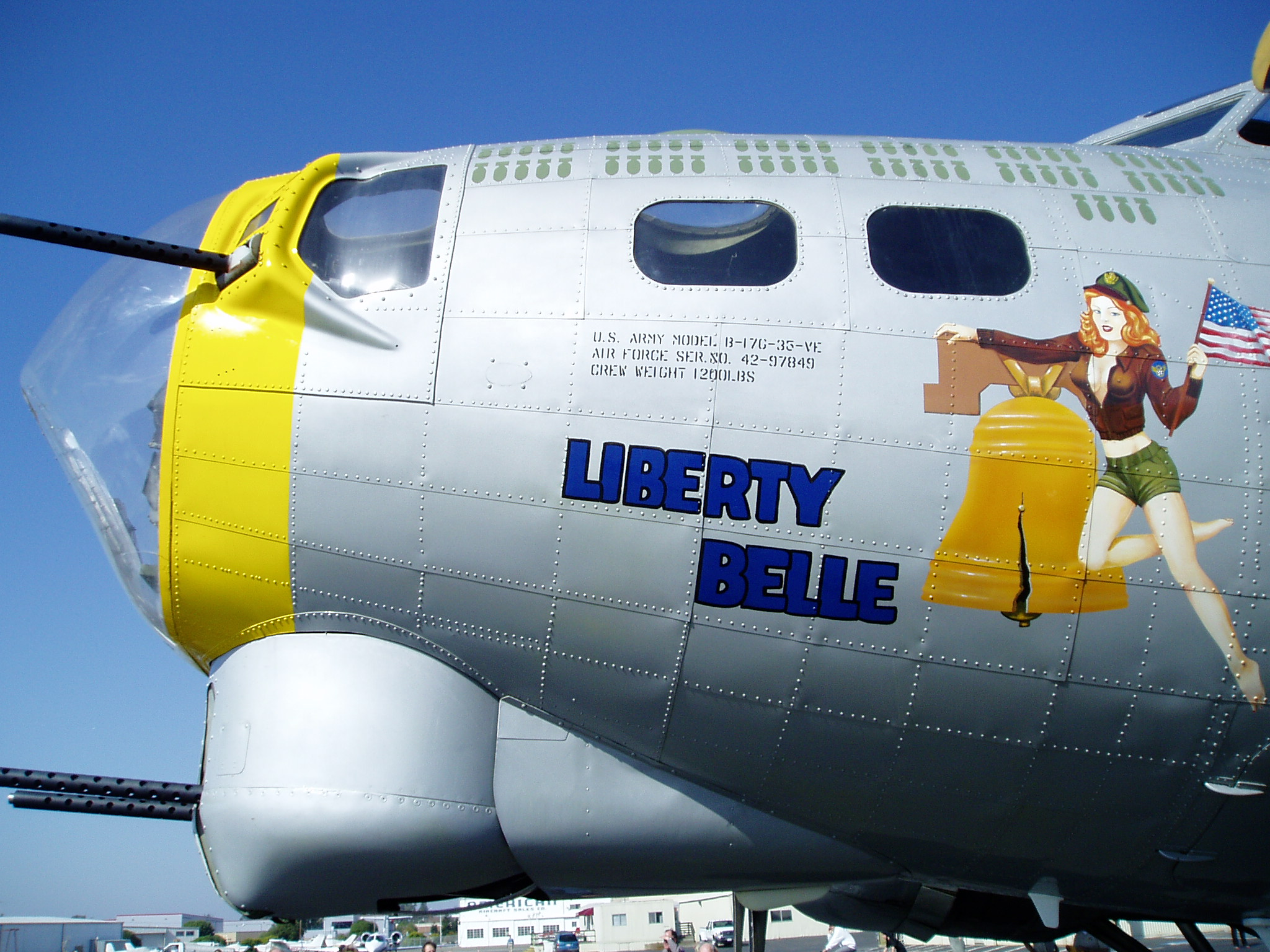
Nose art

Esta época es considerada como la del mayor auge de las chicas pin-up, debido a que estas chicas fueron la mayor industria y esta época llegó a ser la edad dorada del arte; quien pintaba figuras ilustradas para pósteres, calendarios y tarjetas era considerado todo un maestro, y debido a que desde los años treinta ellas ya estaban en los calendarios, los soldados estadounidenses siempre llevaban consigo uno de estos, porque en la Segunda Guerra Mundial estas hermosas mujeres no eran consideradas como prostitutas sino  más bien como amuletos patrióticos de la suerte en la guerra, además de ser un motivo más para regresar a casa para los soldados, y esto se vio reflejado cuando los soldados veteranos volvieron de la Segunda Guerra Mundial, ellos solo querían establecerse en un lugar seguro para construir una casa y formar una familia.
Pero estas imágenes no estaban ya solo en calendarios sino también en revistas que se les enviaban a las tropas americanas y allí aparecían vestidas con uniformes militares, y también los ejércitos solían pintarlas en las cubiertas de  tanques, camiones y aviones militares; este es el arte conocido como nose art.
La modelo, que revolucionó la década de los cincuenta, fue Bettie Page. Fue el rostro más conocido dentro de la cultura rockabilly, su flequillo y su estética la convirtieron en un ícono de la década que hasta el día de hoy sigue estando presente en la cultura pop. Bettie Page fue una de las modelos que revolucionó la moda y el erotismo mundial y fue catalogada como la reina del Pin up.

### De 1960 a 1980
Con el auge de las fotografías en los 50, las ilustraciones, que tardaban mucho más en realizarse, perdieron auge y muchas modelos se pasaron al cine y el espectáculo de strip-tease. Hugh Hefner llegó a ser el nuevo gurú a través de Playboy, el cual confrontó directamente las reglas de la censura para el uso de los correos. Bajo acuerdos legales en la Suprema Corte, se habló de cómo controlar la obscenidad bajo el concepto de «lascivo y sin ningún valor social redentor». En consecuencia, las prohibiciones se vinieron abajo permitiendo que muchas otras nuevas revistas se lanzaran a la competencia, estas revistas fueron las llamadas «The skin magazines» y estas llegaron a ser un fenómeno internacional. (Martignette, Charles G. 1996).
Para conseguir un estilo pin-up se debe tener en cuenta que es más una actitud, y sí alguien quisiera lucir como aquellas modelos y mujeres imaginarias de los años 40, sería de gran importancia que se supiera un poco de sus motivos de aparición y permanencia en la historia.

## Maquillaje

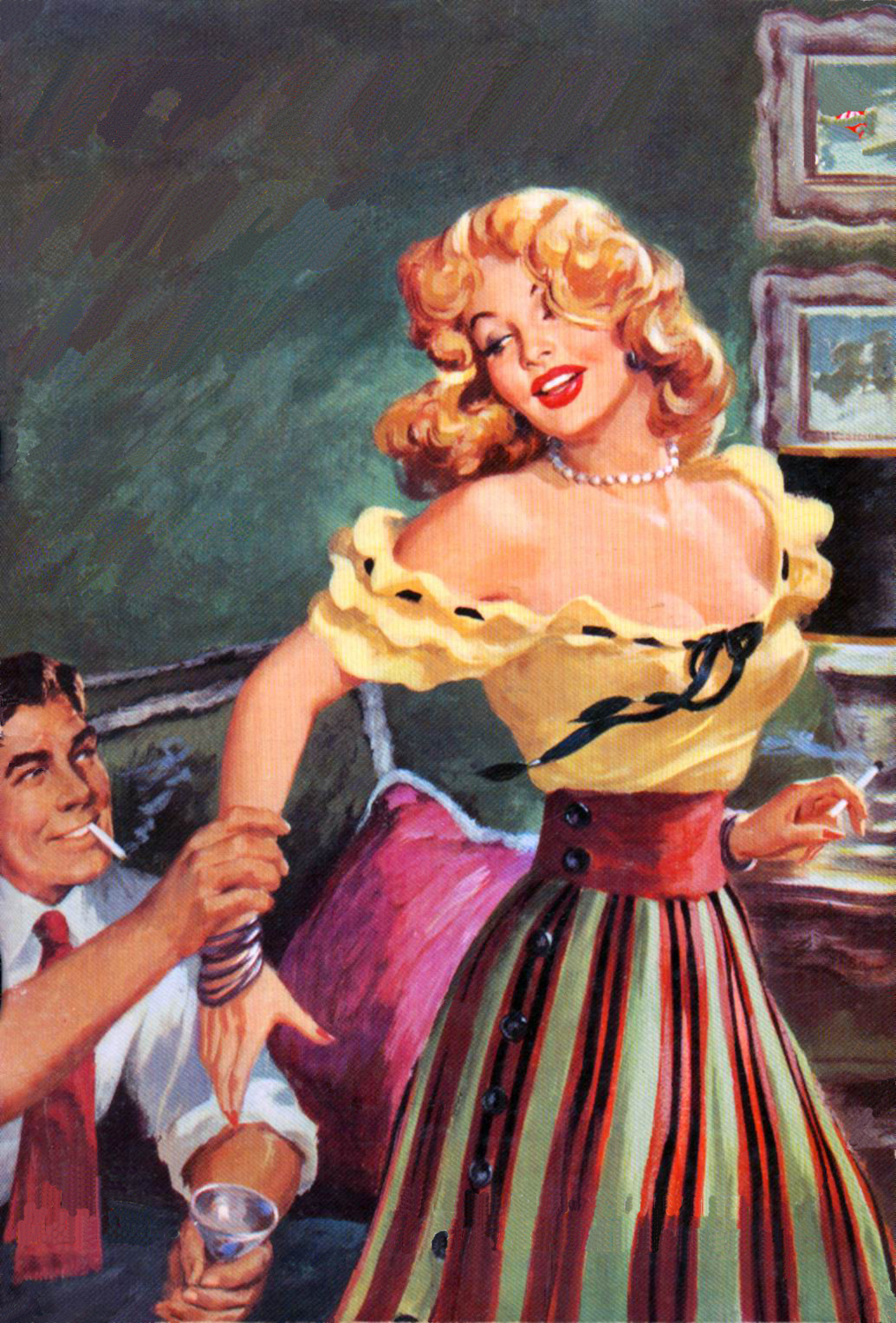
Esta pintura de un artista norteamericano aparecía en la portada del libro Her Candle Burns Hot. Gouache sobre tabla.

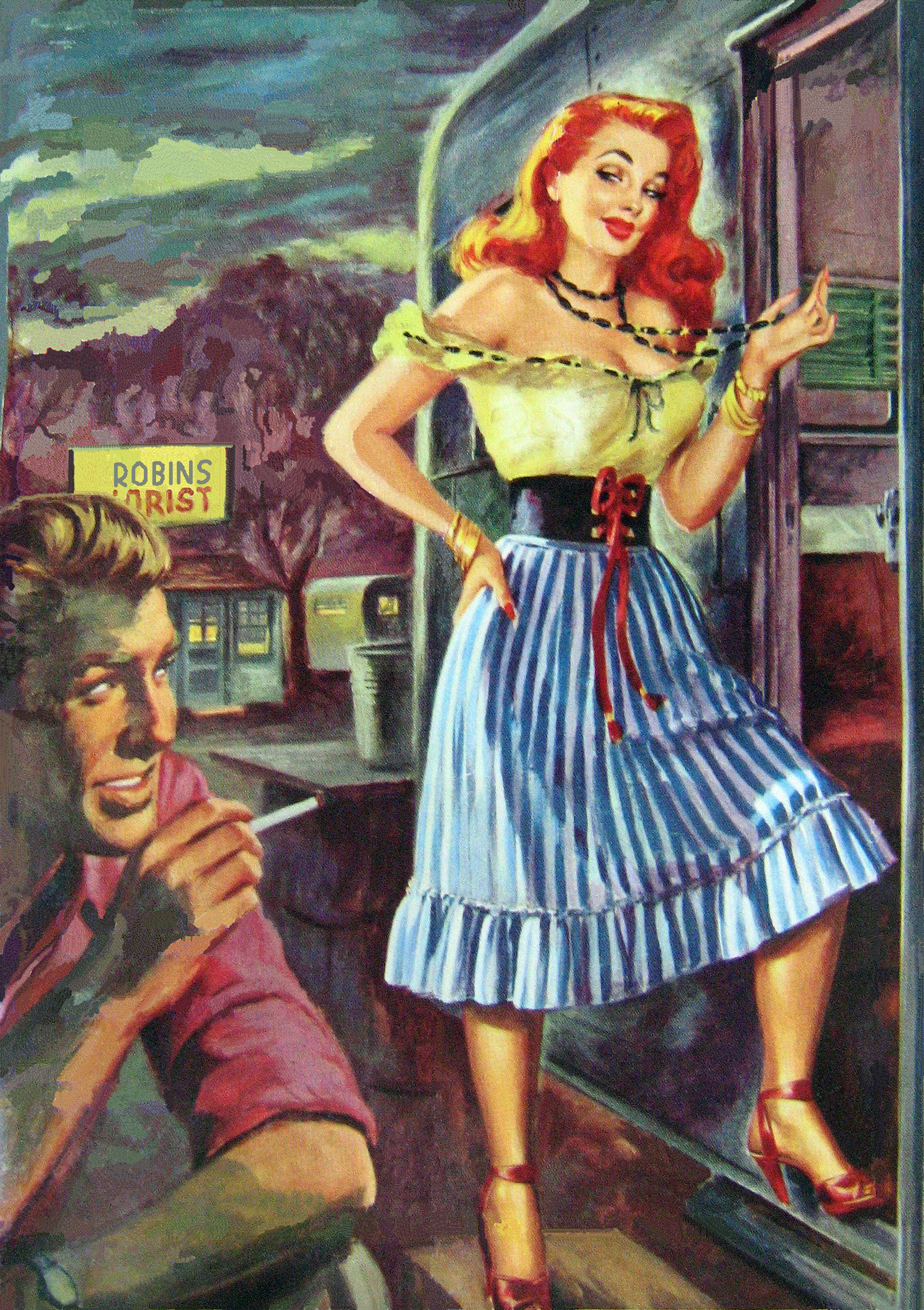
Esta pintura de un artista norteamericano aparecía en la portada del libro Tease The Wild Flame. Gouache sobre tabla.

El estilo pin-up impuso un modo particular de maquillaje de ojos, se trata de un intenso delineado líquido negro que, en el borde superior del ojo, se extiende un poco más afuera de la esquina externa, logrando una mirada rasgada. Se utilizan sombras de ojos color vainilla o champán en todo el párpado, luego se contornea con tonos neutros un poco más oscuros y se difuminan prolijamente. Después se aplican al menos dos capas de máscara para alargar y dar mayor volumen a las pestañas.

### Labios provocativos
Siempre desde los comienzos de las pin-up se entiende que utilizan labial rojo o de tonalidades oscuras perfilándolos muy bien en los bordes, lo importante es resaltarlos, para hacer ver la imagen provocativa y llamativa a los ojos de los soldados estadounidenses durante la guerra.

### Tez delicada
En las portadas de las revistas de aquellos años, el maquillaje dejaba a la vista pieles blancas y morenas luminosas, ya que eran en blanco y negro, pero en las pinturas a color también podemos observar pieles bronceadas, pero siempre delicadas.

## Atuendos

### Escotes
Las chicas pin up solían utilizar escotes en forma de corazón y con los brazos y hombros desnudos, ya que esto les proporcionaba un aspecto más sensual y voluptuoso, lo cual era ideal en la fotografía.

### Faldas o pantalones de talle alto
Siempre se las ve con faldas estrechas o sueltas o pantalones entubados de talle alto. Este tipo de prendas al calzarse por encima de la cintura, marcan el busto, crean la sensación de una cintura más pequeña y modelando el trasero, que era la figura esencial de estas chicas.

### Zapatos de tacón y medias de liguero
Las chicas pin up solían siempre usar zapatos de tacón alto, en punta en la parte final del pie. En cuanto a las medias de liguero las chicas pin up de los años 40 y 50 las sugerían, o directamente las mostraban, a través de su vestidos en posiciones, actitudes y gestos sugerentes.